# 渡原の大栃

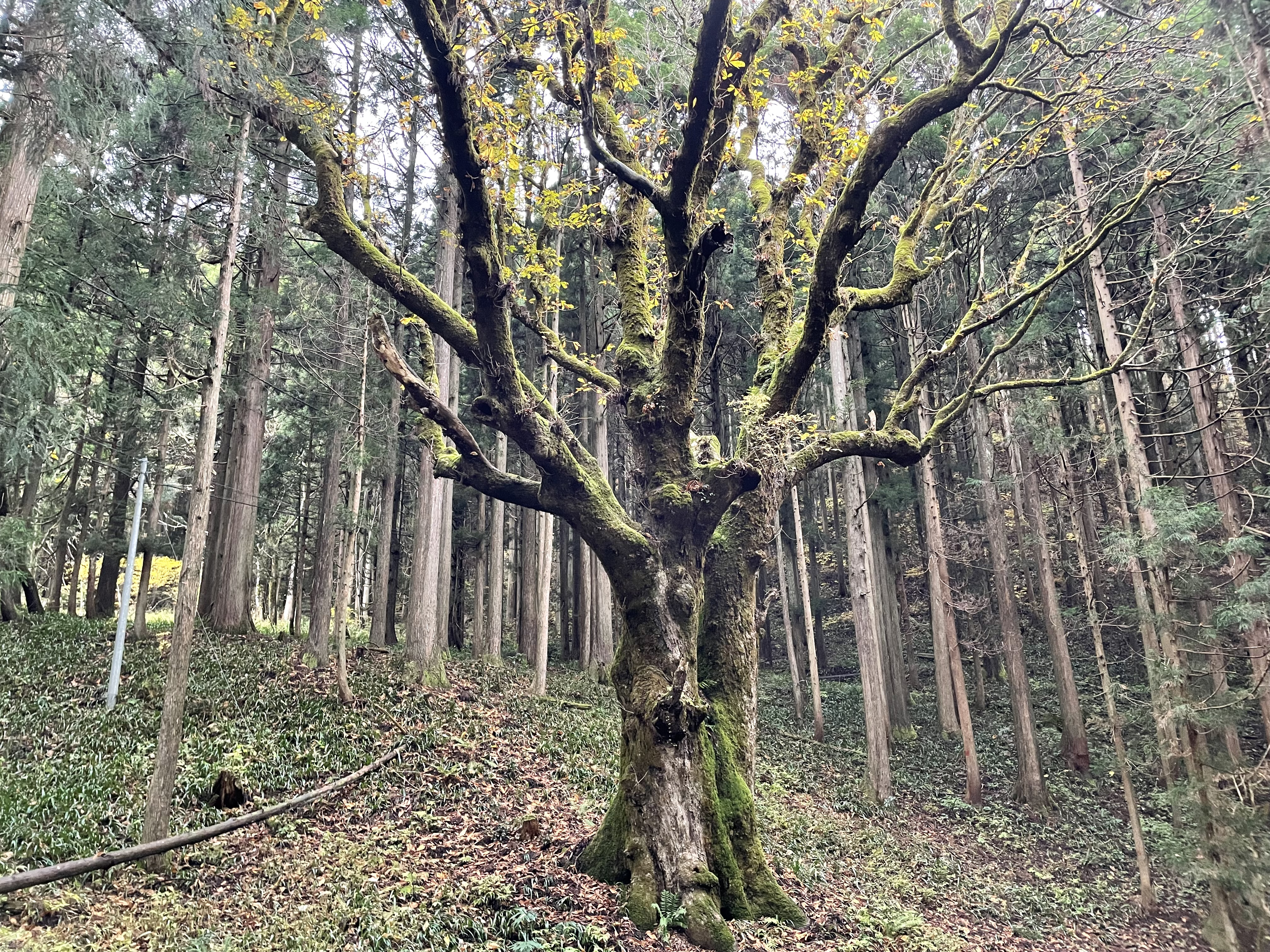
富山県南砺市渡原の大栃。

渡原の大栃（どのはらのおおとち）は、富山県南砺市渡原に生育しているトチノキの巨木である。
平成元年6月10日に平村の天然記念物に指定され、平村が南砺市に合併した後も市の指定文化財とされている。

## 概要
座標: 北緯36度27分37.88秒 東経136度58分10.32秒 / 北緯36.4605222度 東経136.9695333度
「渡原」という集落名は、かつて庄川の籠の渡し場が存在したことに由来するものと考えられている。近隣の杉尾集落は下梨谷に属するが、渡原は小谷地域の村民が城端町に出るために置いた村のため、小谷地域の集落の一つに数えられている。
渡原の大栃は旧平村内で最大の栃の木で、根本が一つだが二本に分かれた形状となっている。二年に一度ずつ交互に実がなるため、渡原では他所に栃の実を拾いに行かずとも、この大栃だけで栃餅が作れたと伝えられる。